# Folksong Festival 1986
Folksong Festival 1986 är ett album av den amerikanske trubaduren Tom Paxton, utgivet 1986 på Paxtons eget bolag Pax. Förmodligen gavs detta album bara ut på kassett.
Trots att titeln antyder att det rör sig om en live-inspelning, är albumet inspelat i studio. Det består av gamla folksånger av typen som Burl Ives framförde.

## Låtlista
1. "Oh Susanna" (Stephen Foster)
2. "My Little Mohee"
3. "Clementine"
4. "In Good Old Colony Days"
5. "On Top of Old Smokey"
6. "The Riddle Song"
7. "I Ride an Old Paint"
8. "Young Man Who Wouldn't Hoe Corn"
9. "Sweet Betsy Pike"
10. "Paper of Pins"
11. "The Golden Vanity"
12. "Foggy, Foggy Dew"
13. "Springfield Mountain"
14. "Turtle Dove"
15. "Danville Girl"